# Askold Georgijewitsch Chowanski
Askold Georgijewitsch Chowanski, russisch Аскольд Георгиевич Хованский, englische Transkription Askold Khovanskii, (* 3. Juni 1947 in Moskau) ist ein russischer Mathematiker. Er befasst sich mit reeller und komplexer algebraischer Geometrie, Singularitätentheorie, Differentialgleichungen und Topologie.

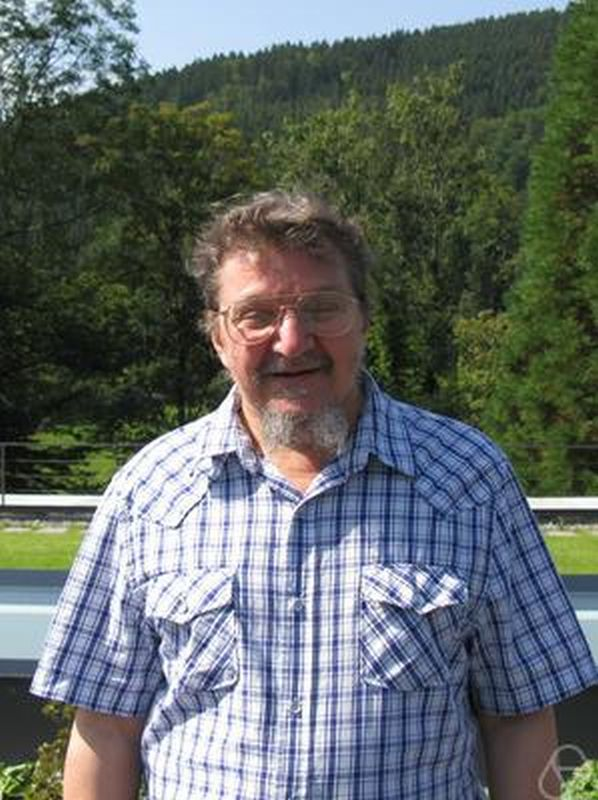
Chowanski, Oberwolfach 2011

Chowanski stammt aus dem gediminidischen Adelsgeschlecht Chowanski und führt den Fürstentitel. Er studierte an der Lomonossow-Universität mit dem Diplom-Abschluss 1970 und wurde 1973 bei Wladimir Arnold am Steklow-Institut promoviert (Darstellung von Funktionen durch Quadraturen). Seit 1976 war er am Institut für Systemstudien der Sowjetischen Akademie der Wissenschaften, wo er leitender Wissenschaftler wurde. 1988 habilitierte er sich am Steklow-Institut (russischer Doktortitel, Newton Polyhedra and Fewnomials). Seit 1991 war er außerdem Professor an der Unabhängigen Universität Moskau und seit 1996 Professor an der Universität Toronto.
Er entwickelte in den 1980er Jahren die Fewnomial-Methode, um Schranken für die Anzahl der reellen Wurzeln von Polynomsystemen anzugeben. Die Theorie stellt eine Verallgemeinerung der Vorzeichenregel von Descartes (1637) dar. Er befasst sich weiterhin mit torischer Geometrie, den gegenseitigen Wechselbeziehungen der Geometrie von Polyedern und algebraischer Geometrie, und mit topologischer Galoistheorie von Differentialgleichungen, die die Frage nach Lösungen durch Quadraturen durch Blick auf die Riemannfläche der Lösungen zu beantworten sucht.
Er war unter anderem Gastprofessor an der École polytechnique, der Universität Paris VII, der Universität Dijon, der Universität Bern, dem Mittag-Leffler-Institut, der University of Minnesota, am IHES und an der University of Maryland. Für 2014 wurde ihm der Jeffery-Williams-Preis zugesprochen. 2020 wurde er in die Royal Society of Canada gewählt.

## Schriften
- Fewnomials, American Mathematical Society 1991
- Topological Galois Theory:  Solvability and Unsolvability of Equations in Finite Terms, Springer 2014
- Galois Theory, Coverings  and Riemann Surfaces, Springer 2013
- Herausgeber Geometry of differential equations, American Mathematical Society 1998